# Skupina armád Sever
Skupina armád Sever (německy Heeresgruppe Nord) byla německá skupina armád za druhé světové války.

## Období existence
- 1) 2. září 1939 – 10. října 1939
- 2) 20. června 1941 – 25. ledna 1945
- 3) 25. ledna 1945 – 3. dubna 1945

## Invaze do Polska
Skupina armád Sever vznikla 2. září 1939 přestavěním Armeeoberkommando 2. Velitelem se stal generálplukovník Fedor von Bock. Po porážce Polska byla Skupina armád Sever přeložena na západní frontu a 10. října 1939 přejmenována na Skupinu armád B.
Složení Skupiny armád Sever v září 1939:
- 3. armáda
- 4. armáda

Složení Skupiny armád Sever v říjnu 1939:
- 4. armáda
- 6. armáda

## Východní fronta
Skupina armád Sever byla znovu vytvořena 20. června 1941 v severním Polsku na začátku tažení proti Sovětskému svazu přejmenováním Skupiny armád C. V rámci operace Barbarossa postupovala skrze Pobaltské státy s cílem dobýt Leningrad. Po změně priorit vrchního velení na podzim 1941 Leningrad pouze oblehla a až do ledna 1944, kdy byl Leningrad osvobozen, vedla defenzivní boje v podstatě na neměnné linii. V první polovině roku 1944 byla zatlačena zpět do Pobaltí a posléze do Kuronska, kde byla během zimy v roce 1944/1945 v důsledku chybné Hitlerovy vojenské strategie obklíčena. Dne 25. ledna 1945 byla přejmenována na Skupinu armád Kuronsko.
V tentýž den byla znovu vytvořena ve Východním Prusku přejmenováním původní Skupiny armád Střed. Bojovala v obklíčeném Východním Prusku. Dne 3. dubna 1945 byla přejmenována na skupinu armád Východní Prusko.
Složení Skupiny armád Sever v červnu 1941:
- 16. armáda
- 18. armáda

Složení Skupiny armád Sever v září 1942:
- 11. armáda
- 16. armáda
- 18. armáda

Složení Skupiny armád Sever v prosinci 1942:
- 16. armáda
- 18. armáda

Složení Skupiny armád Sever v únoru 1945:
- 4. armáda